# HMG-CoA-lyas

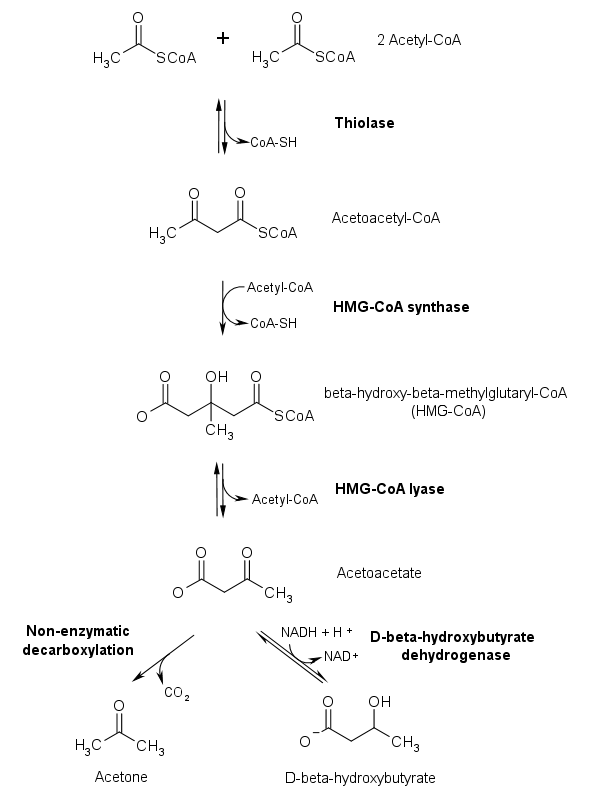
Ketogenesen

HMG-CoA-lyas (3-hydroxi-3-metylglutaryl-CoA-lyas) är ett protein som finns i levern och hjälper till i ketogenesen för att bilda ketonkroppar. Dessa ketonkroppar kan kroppen sedan använda som energikälla i hjärnan och binjurebarken om man har typ 1-diabetes, eller långvarig alkoholism.